# トヴェリ蜂起

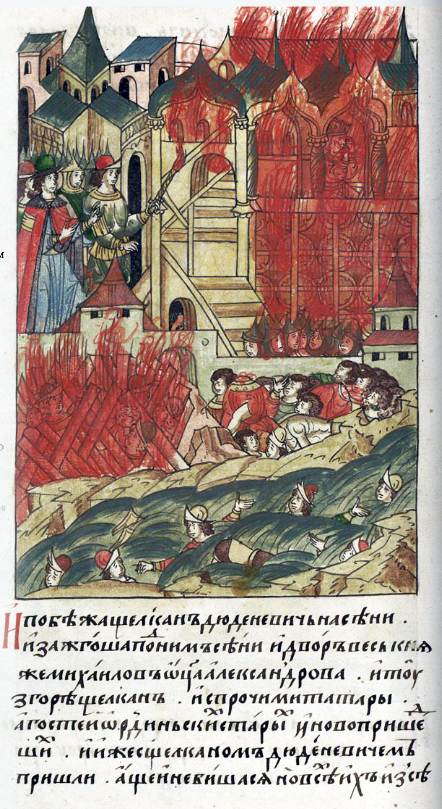
トヴェリ蜂起におけるチョルハン殺害の様子を描いた『絵入り年代記集成』の細密画。

1327年のトヴェリでの蜂起は、現ロシア地域におけるジョチ・ウルスの支配（タタールのくびき）に対する最初の大規模な反乱である。トヴェリで立ち上がった蜂起軍は、当時のジョチ・ウルスのハンであるウズベク・ハンの従兄弟チョルハン(ru)を殺害するが、トヴェリ公国と対立していたモスクワ公国軍が、ジョチ・ウルス軍とともにトヴェリを攻撃し、鎮圧された。

## 蜂起
1326年秋、トヴェリ公アレクサンドルは、ジョチ・ウルスのウズベク・ハンからウラジーミル大公位を授けられた。しかしその後、ウズベク・ハンの従兄弟であるチョルハン（チョル・ハーン）が多くの部下とともにトヴェリに来ると、アレクサンドルを館から追放し、暴力、略奪、殺人などを行った。
『ロゴジュスク年代記(ru)』によれば、アレクサンドルは民衆をなだめ続けていたが、1327年8月25日、チョルハンの兵が輔祭ドゥドコの馬を奪おうとしたことを引き金にして暴動が広がり、集結した民衆はジョチ・ウルスの兵士たち、ついにはチョルハンをも殺害したとされる。また、『ニコン年代記』によれば、アレクサンドルも蜂起の先頭に立ち、チョルハン率いるジョチ・ウルス軍との1日に及ぶ戦闘の末、これを打ち破ったとされる。チョルハンの死を知ったウズベク・ハンは激怒し、モスクワ公イヴァン（イヴァン・カリター）を召喚した。

## 懲罰軍
モスクワ公イヴァンは、北東ルーシの覇権をめぐり、アレクサンドルらトヴェリ公と長年にわたって対立していたモスクワ公家の出身である。ウズベク・ハンの元に赴いたイヴァンは、自身がトヴェリを懲罰することを説き、ウズベク・ハンの5人のテムニク（万人長。すなわち5万の軍勢）とともにトヴェリ公国に侵攻した。スーズダリ公アレクサンドル(ru)もまたこの軍勢に加わった。トヴェリ、カシンをはじめとするトヴェリ公国の諸都市は占領され、各地に火が放たれた。トヴェリ公アレクサンドルは、ノヴゴロドを経てプスコフへと逃亡した。ロシア史上では、この懲罰戦争を「フェオドルチュクの侵寇（Федорчукова рать）」と呼ぶ。

## その後
トヴェリ蜂起に端を発するトヴェリ公国の衰退は、北東ルーシの権力バランスの再分配につながった。1328年、ウズベク・ハンはモスクワ公イヴァンにウラジーミル大公位を与え、その領土にノヴゴロドとコストロマを追加させた。また、スーズダリ公アレクサンドルにはウラジーミル、ニジニ・ノヴゴロド、ゴロデツを与えた。なお、この2人の公に北東ルーシを分割したことは、ジョチ・ウルスの「分割と統治(en)」政策によるものである可能性がある。ただし、1331年にスーズダリ公アレクサンドルが死ぬと、イヴァンはニジニ・ノヴゴロドとゴロデツを接収し、北東ルーシにおける盟主の地位を確立した。
トヴェリ蜂起後、モスクワ公イヴァンの台頭は北東ルーシに権力の一極化をもたらし、ジョチ・ウルスならびにウズベク・ハンの影響力を減退させた。『ニコン年代記』は、1328年にモスクワ公イヴァンがウラジーミル大公位を得た記事の後に、「以下40年間、ルーシ全土に大いなる平和があった」と記している。